# Zuzana Belohorcová
Zuzana Belohorcová (* 24. února 1976 Žilina) je slovenská moderátorka.
Absolvovala bratislavskou konzervatoř v odboru operní zpěv a klavír; zájem o operu ji však ve dvaceti letech opustil a dva roky působila v STV jako programová hlasatelka, moderátorka Počasí a moderátorka soutěžní hry KENO 10. Poté se ocitla na obrazovce televize Markíza, kde v začátcích uváděla zprávy o počasí. Poté tři roky uváděla erotický pořad Láskanie. V létě 2003 se stala moderátorkou podobného pořadu Peříčko české televizní stanice Nova. V téže době se stala studentkou Fakulty masmediální komunikace a reklamy na Univerzitě Konštantína Filozofa v Nitře. Roku 2005 uváděla v televizi Markíza reality show Big Brother. V roce 2008 pokračovala ve studiu na Univerzitě Jana Amose Komenského v Praze, ale studium ve druhém ročníku přerušila z časových důvodu, byla v té době na mateřské a podnikala.
S manželem Vlastimilem Hájkem má dceru a syna.
Zajímá se i o hereckou profesi – ve filmu Mira Šindelky Zostane to medzi nami hrála postavu dívky na telefonu a v divadle Aréna účinkuje v představení Totálne mimo.